# Федорів Мирон Олексійович
Фе́дорів Миха́йло Олексі́йович, більше відомий як Миро́н Фе́дорів (12 квітня 1907, Криве, нині Тернопільського району — 23 грудня 1996, Філадельфія) — український хоровий диригент, композитор, музикознавець і педагог.

## Біографія
Народився в с. Криве Бережанського повіту (нині Тернопільського району Тернопільської області, Україна).
Закінчив Бережанську гімназію (1925). 17 лютого 1925 року вступив на новіціят до Василіянського чину в Крехові, після закінчення якого навчався в монастирях у Лаврові (1926–1928, гуманістика і риторика), Добромилі (1928–1930, філософія) та в Кристинополі (1930–1933, богослов'я). 25 грудня 1932 року отримав священничі свячення в Кристинополі з рук Преосвященнішого єпископа Перемишльського Йосафата Коциловського. По студіях призначений до Крехова на соція магістра новиків, був викладачем латини, греки, церковного співу та обрядів. В 1935 році переїхав до Варшавського монастиря, розпочав навчання у Варшавській консерваторії, одночасно був диригентом церковного хору, укладав церковні пісні. Від 1942 року — в Австрії, де продовжив навчання на філософському факультеті Віденського університету, Вищій музичній школі (1942–1944) та Зальцбурзькій консерваторії.
Після німецько-радянської війни еміґрував до США. Працював у Коледжі св. Василя в м. Стемфорд (1947–1949, штат Коннектикут). В 1949 році покинув священничий сан. Удосконалював знання з музичного мистецтва в «Чикаго Космополітен Скул» (1950-і) та Філадельфійському університеті. У м. Чикаго працював креслярем в інженерній компанії (1958–1973), викладачем музики в Українській церковній школі (1964–1968), диригентом хору «Сурма» (1950) та українських хорових колективів (1950–1960-і).

## Творчість
Автор 2 літургій, численних творів для хору, в тому числі близько 300 церковних пісень та 100 коляд.
Праці: «Українські релігійні пісні» у 2 частинах (1960); для мішаного хору «Воскресна Утреня» (1967), «Єрусалимська Утреня» (1971), 2 Служби Божі, «Українські галицькі церковні співи» (Василіанські напіви, 1961); музика до слів Теодора Курпіти «Сальви і мальви» (1967), «Українські пісні та жіночі хори» (1964), «„Українська музика“ А. Рудницького: Історично-критичний огляд чи пасквіль?» (1964), «Напрями праці літургічної комісії» (1968, 1971).